# The Next Step (álbum de James Brown)
The Next Step é o 63º e último álbum de estúdio do músico americano James Brown. O álbum foi lançado em 27 de agosto de 2002 pela  Fome Records.

"No ano seguinte ele foi objeto do documentário da rede americana PBS, James Brown: Soul Survivor. Continuou se apresentando bem na primeira década dos anos 2000, aparecendo no festival Bonnaroo em 2003, no concerto Edinburgh Live 8 em 2005 e preparando sua turnê mundial "Seven Decades Of Funk World Tour" em 2006."

Brown morreu de insuficiência cardíaca devido complicações de uma pneumonia em 25 de dezembro de 2006, quatro anos após o lançamento de The Next Step.

## Faixas
| N.º | Título                          | Duração |  |
| 1.  | "Automatic"                     | 3:50    |  |
| 2.  | "Send Her Back to Me"           | 3:20    |  |
| 3.  | "Motivation"                    | 3:41    |  |
| 4.  | "Sunshine"                      | 4:03    |  |
| 5.  | "Nothing But a Jam"             | 4:03    |  |
| 6.  | "Baby You've Got What It Takes" | 4:03    |  |
| 7.  | "It's Time"                     | 3:23    |  |
| 8.  | "Why Did This Happen To Me"     | 4:21    |  |
| 9.  | "Good and Natural"              | 5:10    |  |
| 10. | "Killing Is Out, School Is In"  | 2:46    |  |